# Anaspis fausti
Anaspis fausti es una especie de coleóptero de la familia Scraptiidae.

## Distribución geográfica
Habita en Samarcanda,  Uzbekistán.